# Nordic Empress
Paquebot commandé sous le nom de Future Seas par Admiral Cruises mais mis en service en 1990 sous les couleurs de RCCL sous le nom de Nordic Empress.
En 2008, il est exploité par l'opérateur espagnol de croisière Pullmantur Cruises sous le nom de MS Empress.
En décembre 2020, le paquebot est racheté par la compagnie Indienne Cordelia Cruises India et porte le nom de Cordelia Empress,.